# Bruno Elizeu Versari
Bruno Elizeu Versari (* 30. Mai 1959 in Cândido Mota, Bundesstaat São Paulo) ist ein brasilianischer Geistlicher und römisch-katholischer Bischof von Ponta Grossa.

## Leben
Bruno Elizeu Versari wuchs zunächst in Cândido Mota auf. Später zog die Familie nach Ivatuba, Floresta und zuletzt nach Campo Mourão um. Er besuchte die Grundschule in Água Caxias, die weiterführenden Schulen in Ivatuba und Floresta sowie das Kolleg in Maringá. 1980 absolvierte Versari ein theologisches Propädeutikum am propädeutischen Seminar in Maringá. Von Februar 1981 bis 1983 studierte er Philosophie an der Pontifícia Universidade Católica do Paraná in Curitiba und von 1984 bis 1987 Katholische Theologie am Instituto Teológico Paulo VI in Londrina. Während seiner Studienzeit in Curitiba war er Alumnus des Priesterseminars Comunidade Emaús. Am 2. Juli 1985 erhielt Versari in der Kathedrale von Maringá die liturgischen Beauftragungen zum Lektor und zum Akolythen sowie am 15. März 1987 die Admissio. Durch den Erzbischof von Maringá, Jaime Luiz Coelho, empfing er am 5. Juli 1987 in der Kathedrale von Maringá die Diakonenweihe und am 3. Januar 1988 in der Kirche Nossa Senhora do Rosário in Floresta das Sakrament der Priesterweihe für das Erzbistum Maringá.
Nach der Priesterweihe war Versari zunächst als Pfarrvikar der Pfarrei Santa Maria Goretti in Maringá und in der Priesterausbildung am Priesterseminar Nossa Senhora da Glória tätig, bevor er 1990 Pfarrer der Pfarrei Santa Isabel de Portugal in Maringá und 2001 zusätzlich Diözesanökonom wurde. Daneben spezialisierte er sich von 1993 bis 1994 bei der Associação Inter-Religiosa de Educação (ASSINTEC) in Sonderpädagogik. Überdies gehörte er von 2001 bis 2010 dem Priesterrat und dem Konsultorenkollegium des Erzbistums Maringá an. Ab 2009 war Versari Pfarrer der Pfarrei Santa Maria Goretti in Maringá. Zudem fungierte er von 2011 bis 2015 als Generalvikar und ab 2015 als Direktor des diözesanen kirchlichen Radiosenders Rádio Colméia. Neben seinen Tätigkeiten in der Pfarrseelsorge und in der Verwaltung des Erzbistums absolvierte er an der Pontifícia Universidade Católica do Paraná in Maringá postgraduale Studien in biblischer Theologie (2011–2013) und in neutestamentlicher biblischer Theologie (2014–2016).
Am 19. April 2017 ernannte ihn Papst Franziskus zum Koadjutorbischof von Campo Mourão. Der Erzbischof von Maringá, Anuar Battisti, spendete ihm am 25. Juni desselben Jahres in der Kathedrale von Maringá die Bischofsweihe; Mitkonsekratoren waren der Erzbischof von São Salvador da Bahia, Murilo Sebastião Ramos Krieger SCJ, und der Bischof von Campo Mourão, Francisco Javier Del Valle Paredes. Versari wählte den Wahlspruch Deus é misericórdia („Gott ist Barmherzigkeit“). Die Amtseinführung erfolgte am 9. Juli 2017.
Bruno Elizeu Versari wurde am 6. Dezember 2017 in Nachfolge des zurückgetretenen Francisco Javier Del Valle Paredes Bischof von Campo Mourão. Am 10. Juni 2024 bestellte ihn Papst Franziskus zum Bischof von Ponta Grossa. Die Amtseinführung fand am 10. August desselben Jahres statt.
In der Brasilianischen Bischofskonferenz leitet Versari zudem seit April 2024 die Kommission für das Leben und die Familie, der er zuvor bereits ab 2019 angehört hatte.
Seit dem 20. Mai 2025 verwaltet er zusätzlich das vakante Bistum Paranaguá als Apostolischer Administrator.